# 大口町立大口中学校
大口町立大口中学校（おおぐちちょうりつ おおぐちちゅうがっこう）は、愛知県丹羽郡大口町にある公立中学校。

## 特徴
建築家の黒川紀章が最後に設計した中学校である。校舎は2つに分かれ、各階2つの連絡通路で校舎と校舎を結んでいる。体育館は、(旧)大口中学校の体育館を使用している。
校舎は、公立中学校としては珍しい、生徒が各教室に出向いて授業を受けるという教科センター方式の教室配置となっている。国語フロアの教室には習字用の蛇口があるなど各フロアごとに様子も異なる。また、各フロアに職員室がある。
昔は、教科センター方式を採用していたが、新型コロナウイルス感染症の影響により、その制度は廃止され、現在は基本的にホームルーム教室で授業を受ける形となった。
学校統合に伴い図書館の名前が「メディアルーム」に変更され、（旧）大口中学校の図書館の約2倍の面積になった。
近くには、野球場やテニスコートなど珍しい設備も整っており、充実した空間となっている。
通学については、基本、生徒全員自転車の登下校が可である。

## 沿革
- 1947年（昭和22年）4月1日 - （旧）大口中学校が開校。
- 1985年（昭和60年）4月2日 - 大口北部中学校が分離開校。
- 2008年（平成20年）4月4日 - 大口町立（旧）大口中学校と同町立大口北部中学校が合併し現・大口中学校開校。  （北部中学校の廃止統合。新校舎完成）
- 2008年（平成20年）6月15日 - （旧）大口中学校が立入禁止になる。
- 2008年（平成20年）7月 - （旧）大口中学校の取り壊し工事を開始。
- 2008年（平成20年）7月 - 同中学校肝銘館の改装工事を開始。
- 2023年 - 肝銘館横に駐輪場を新たに設置。

## 独自のブロック制度
〜昔〜
一般的な中学校の「隣のクラスは同じ学年」という概念の教室配置ではなく、クラスを表1のようなA〜Fの6つの「ブロック集団」に分類することにより、「隣のクラスは他学年」という配置がなされていた。
表1「ブロック制度の例（2017年度）」
- Aブロック : 1年1組、2年1組、3年1組
- Bブロック : 1年2組、2年2組、3年2組
- Cブロック : 1年3組、2年3組、3年3組
- Dブロック : 1年4組、2年4組、3年4組
- Eブロック : 1年5組、2年5組、3年5組
- Fブロック : 1年6組、1年7組、2年6組、3年6組

〜現在〜
現在では、6色のカラーが採用されている他、表2のようにフロアごとに同じ学年が配置されている。また、近年は生徒会を中心に、ブロックでの活動を充実させており、「クラスマッチ」や「体育大会」などにおいて、ブロックでの関わりが多く見られる。
表2「現在（2024年度）の教室配置」
・1年生　数学フロア
・2年生　英語フロア
・3年生　社会フロア

## 部活動
当中学校では、部活動にも力を入れており、
毎年多くの生徒が全国大会をはじめとする
上位大会へ出場している。
また、近年は陸上、駅伝において県1位を
獲得するなど、多くの実績を残している。
- 野球（男子）
- 剣道（男女）
- 卓球（男女）
- 陸上（男女）
- 水泳（男女）
- サッカー（男子）
- ソフトテニス（男女）
- バレーボール（男女）
- バスケットボール（男女）
- ソフトボール（女子）
- ハンドボール（男女）

〜文化部〜
- 吹奏楽（男女）
- 美術（男女）
- 科学技術（男女）
- 家庭科（男女）